# ワシリー・デニソフ
ワシリー・デニソフ（（ロシア語:Василий Иванович Денисов；ラテン文字転写の例:Vassily Iwanowicz Denisov、1862年1月1日 - 1922年5月1日）はロシアの画家である。

## 略歴
現在のポーランド、ルブリン県のザモシチで生まれた。ワルシャワの音楽学校で音楽を学び、モスクワの劇場の私立のオーケストラの団員になった。33歳になった1895年から、絵を学び始め、1897年から画家で舞台美術家のコンスタンチン・コローヴィンに学んだ。1899年から人物画を得意とするヴァレンティン・セローフに学び、セーロフも参加した、美術雑誌『芸術世界』を中心とした芸術家たちの展覧会に参加した。
ロシアのの演劇革新運動を展開したフセヴォロド・メイエルホリドの舞台美術の仕事もし、象徴主義的な作品を制作した。その中にはスタニスワフ・プシビシェフスキの戯曲、『雪(La neige)』やヘンリック・イプセンの『愛の喜劇(Comédie de l'amour)』の舞台美術がある。サンクトペテルブルクの劇場やモスクワの劇場で上演された戯曲の舞台セットも制作した。
画家としては、象徴主義の傾向をもつミハイル・ヴルーベリの影響を受けたとされる。1896年から展覧会に出展を始め1906年にはパリの展覧会に出展し、1910年代にはモスクワなどで展覧会を主催した。1911年にはアレクセイ・フォン・ヤウレンスキーらの前衛芸術家が設立したミュンヘン新芸術家協会の第2回展覧会に作品を出展した。
1919年にリペツクに移り、1921年にセルギエフ・ポサードに移り、そこで死去した。

## 作品

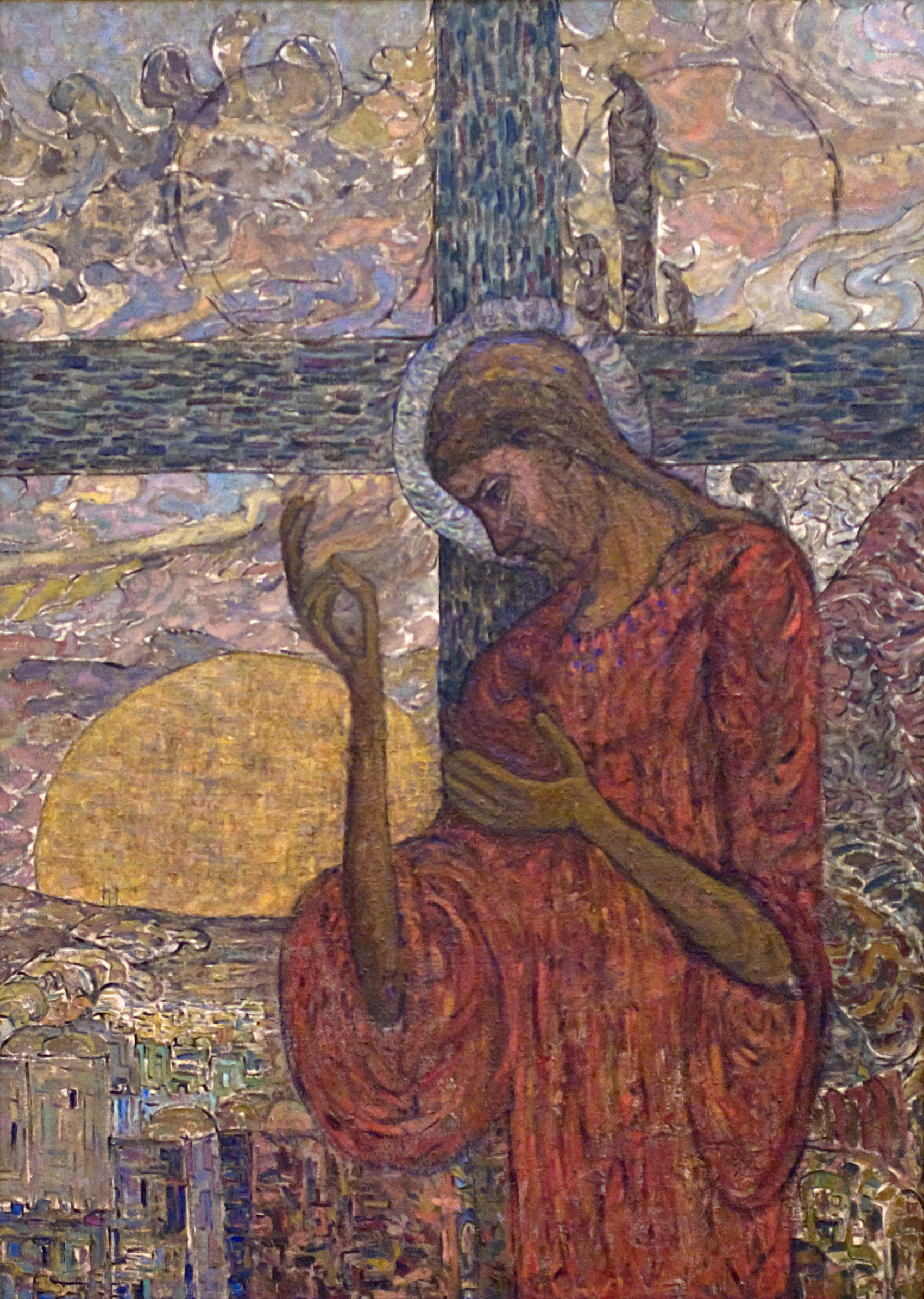
ジョットの絵のオマージュ (1904)
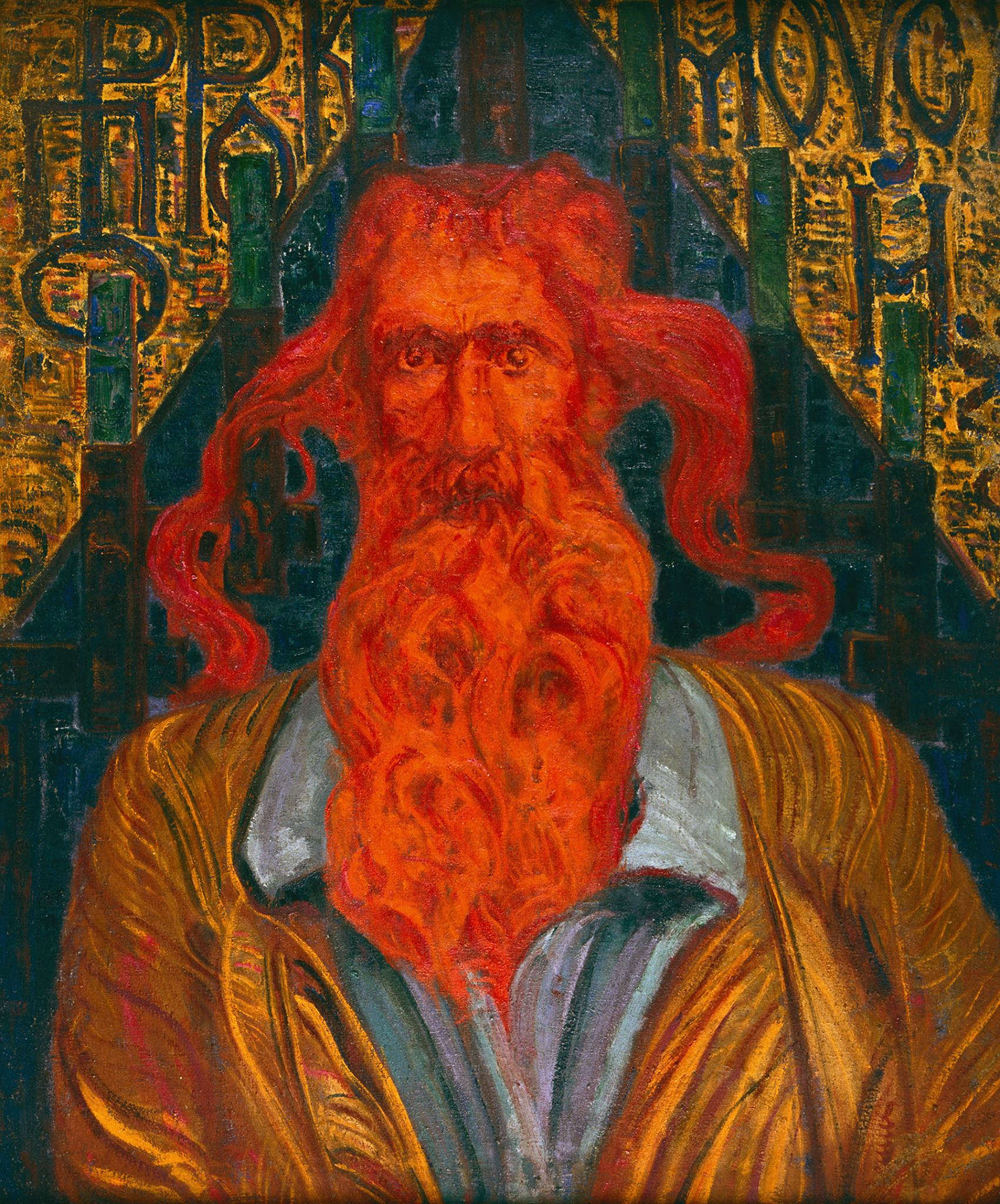
モーゼ (1912)
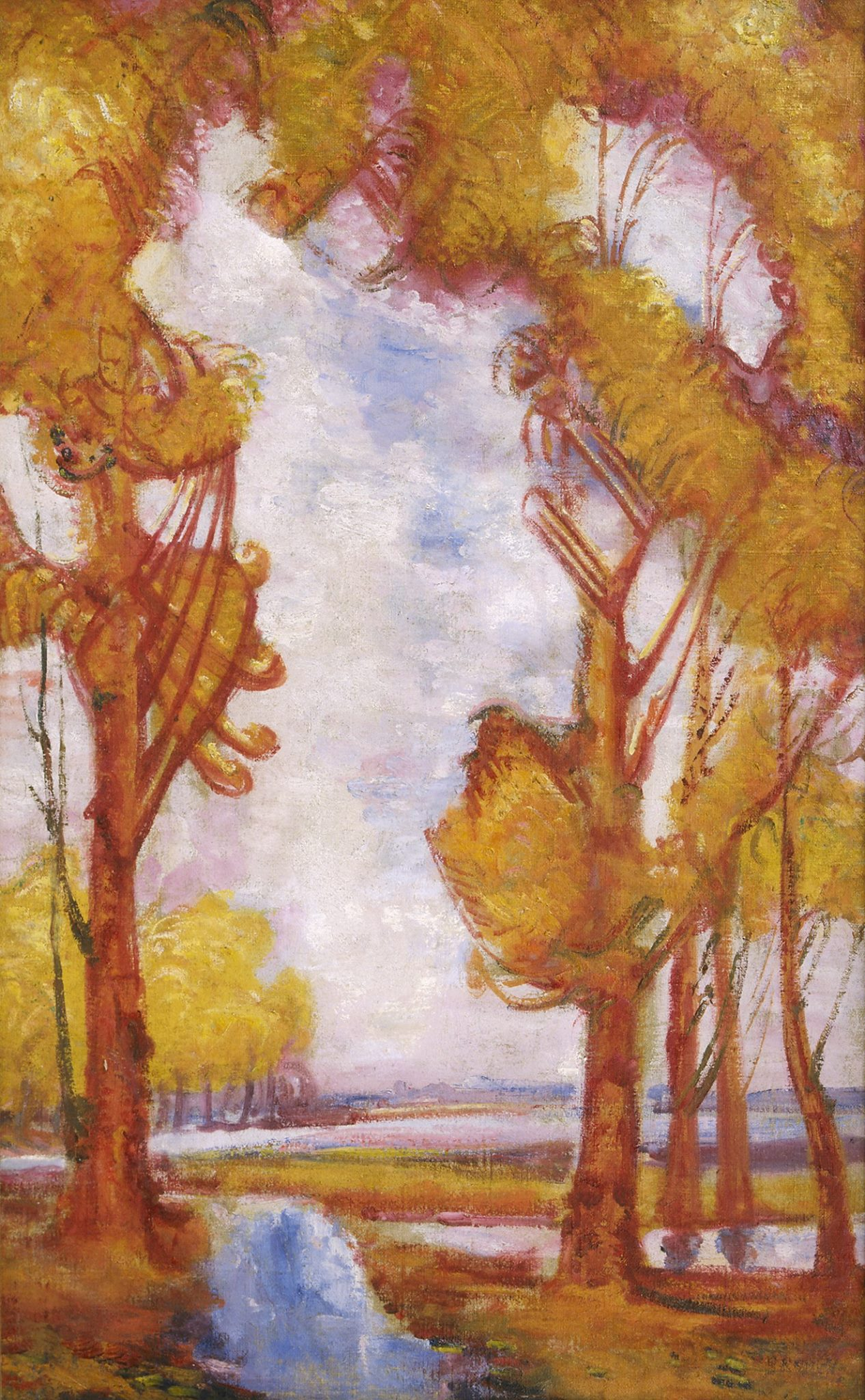
「オーク、金色の秋」(1918)
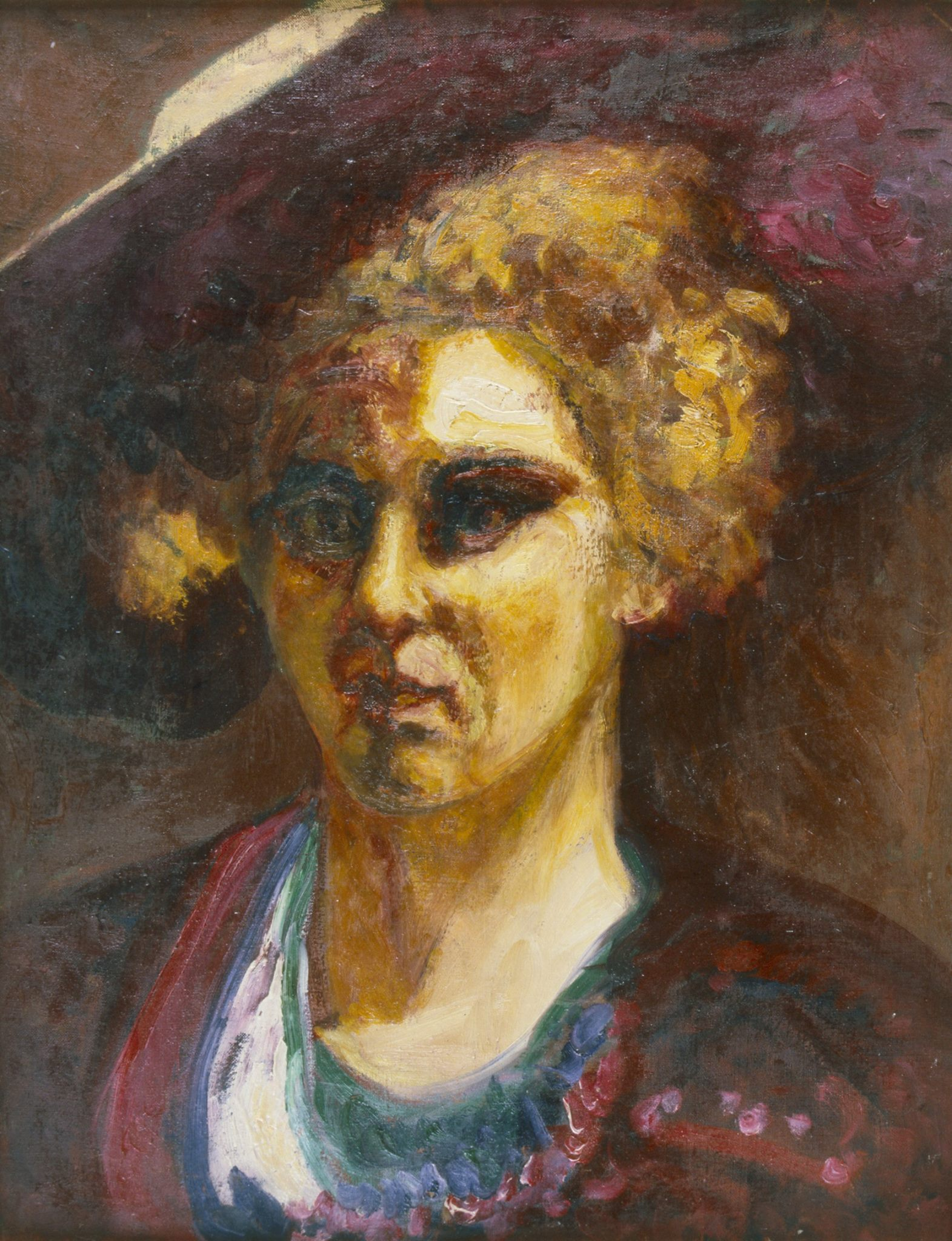
肖像画

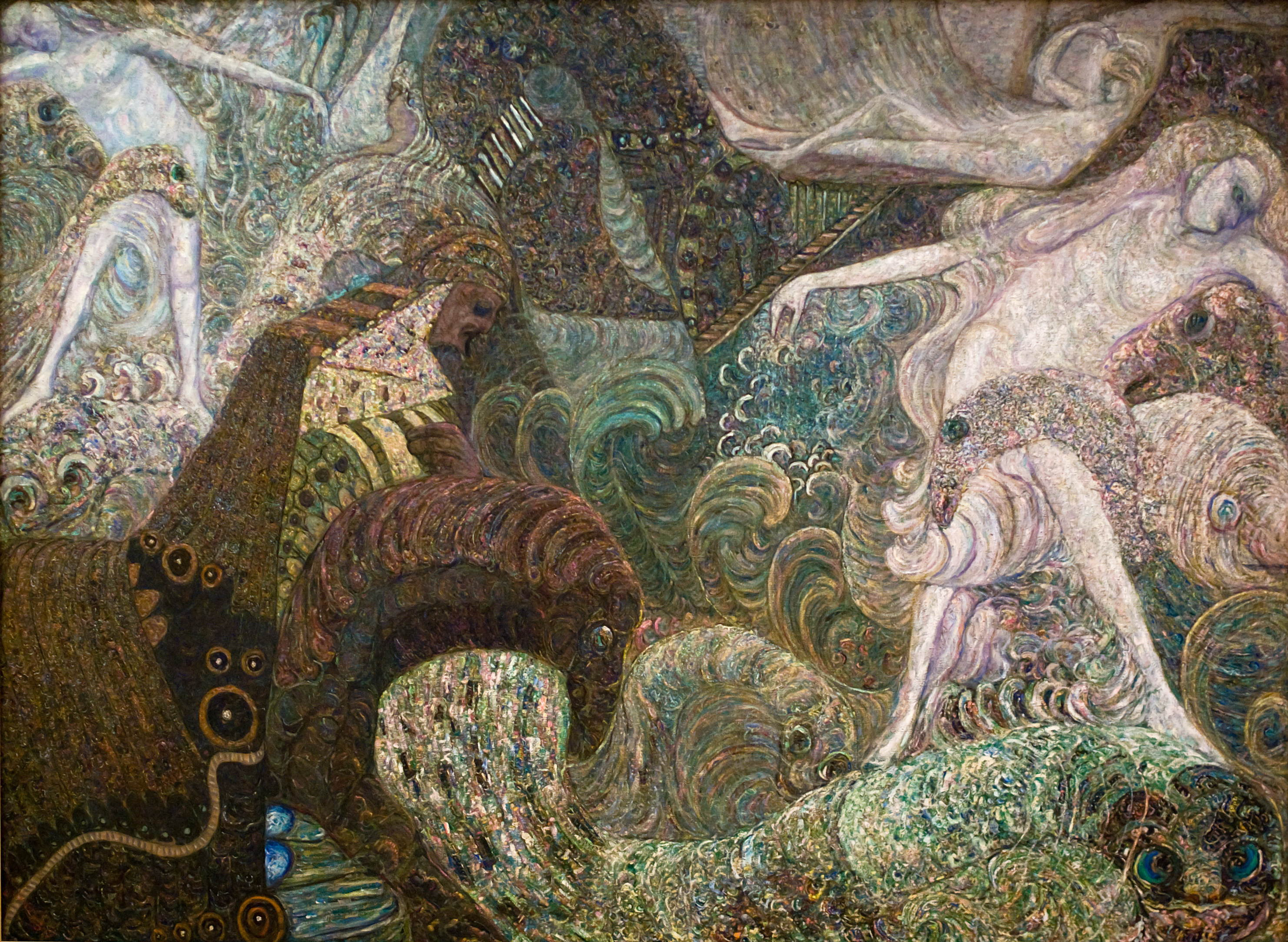
海底 (1907)
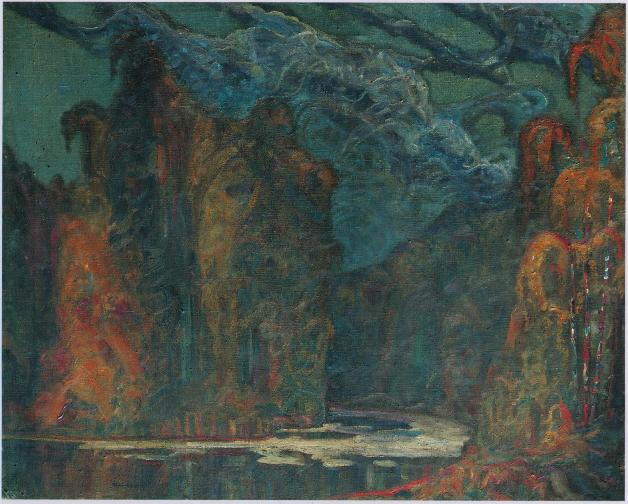
ライキの秋の夕暮れ